# Diecezja Székesfehérváru
Diecezja Székesfehérváru (łac. Dioecesis Albae Regalensis) − diecezja rzymskokatolicka, jedna z 3 diecezji w metropolii ostrzyhomsko-budapeszteńskiej, na Węgrzech. Erygowana 16 czerwca 1777. Katedrą diecezji jest Katedra Świętego Stefana w Székesfehérvárze.

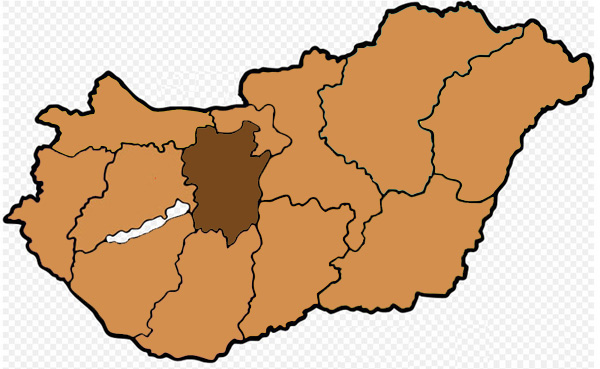
Diecezja Székesfehérvár

## Biskupi
- biskup diecezjalny: Antal Spányi (od 2003)

## Podział administracyjny diecezji
Parafie diecezji zorganizowane są w pięciu następujących dekanatach:
- Dekanat Székesfehérvár
- Dekanat Buda
- Dekanat Vértesi
- Dekanat Dunamenti
- Dekanat Mezőföldi